# Mlilir (Bandungan)
Mlilir is een bestuurslaag in het regentschap Semarang van de provincie Midden-Java, Indonesië. Mlilir telt 5278 inwoners (volkstelling 2010).